# Yucca flaccida
Yucca flaccida är en sparrisväxtart som beskrevs av Adrian Hardy Haworth. Yucca flaccida ingår i släktet palmliljor, och familjen sparrisväxter. Inga underarter finns listade i Catalogue of Life.

## Bildgalleri

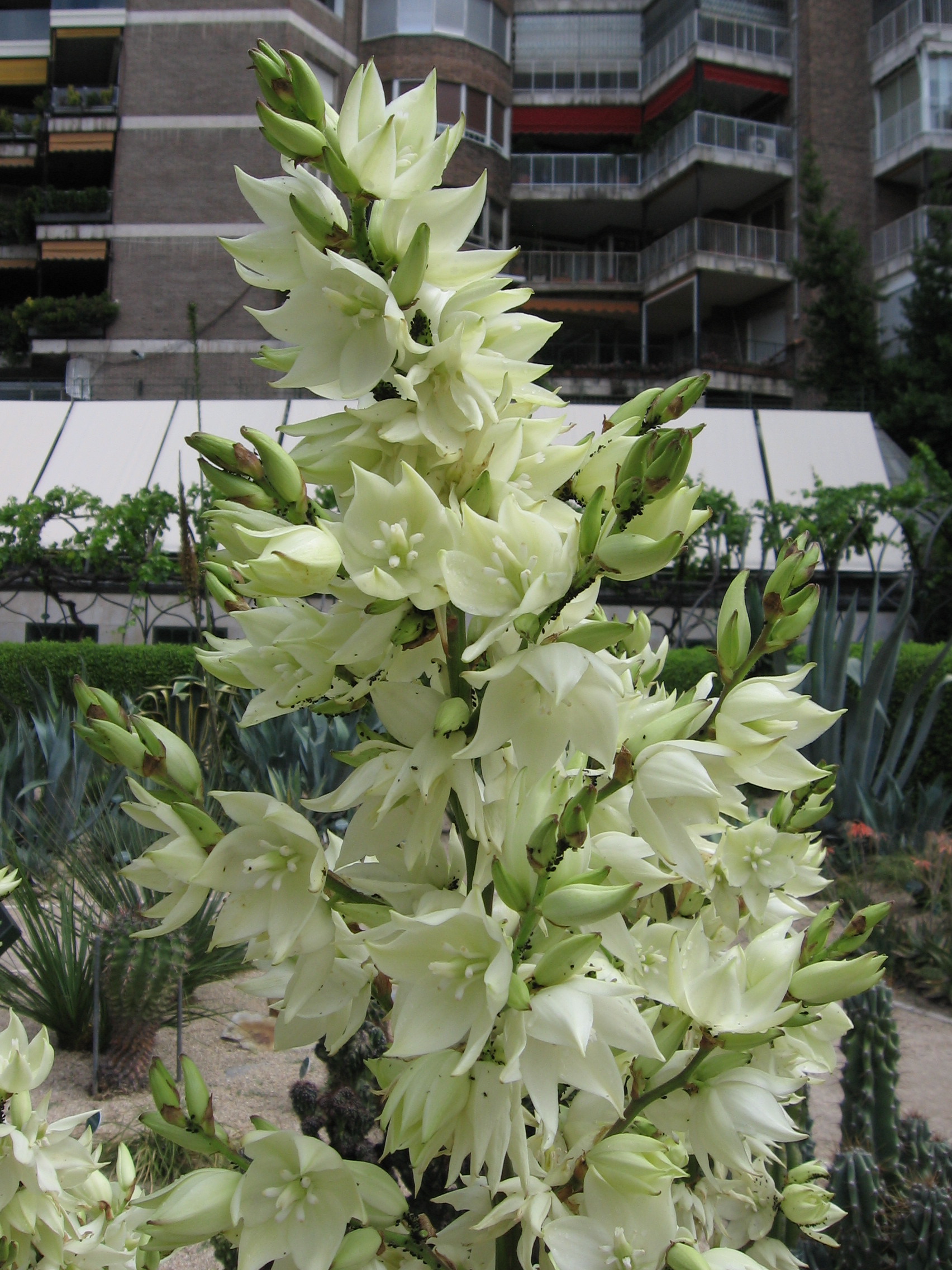
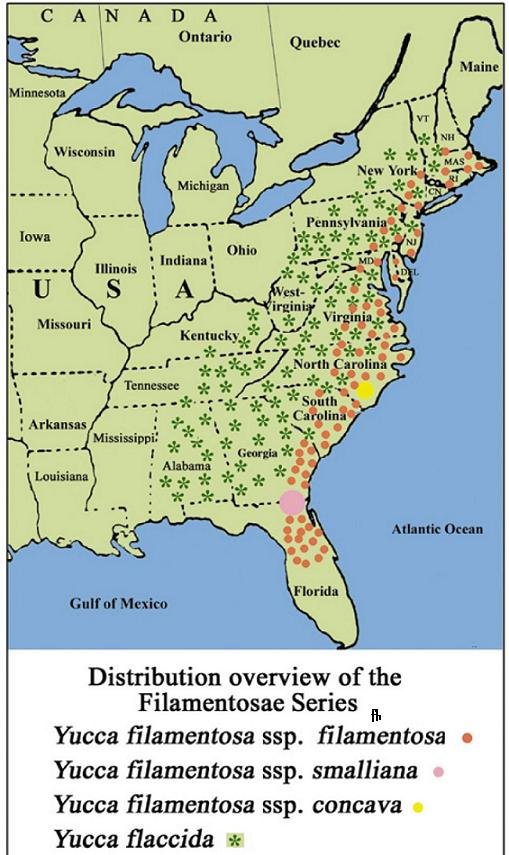
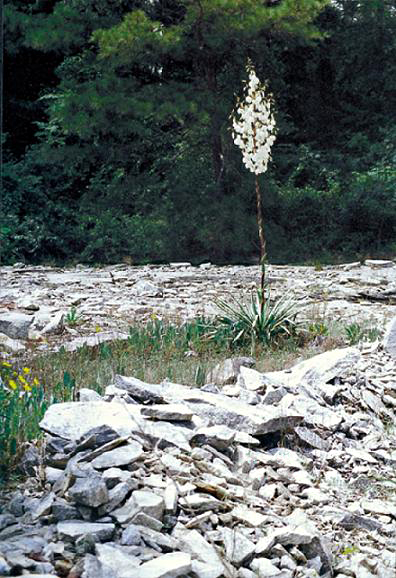
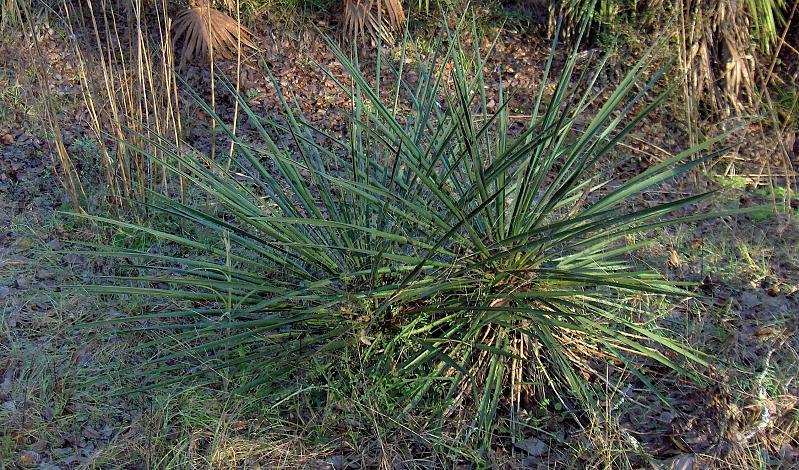
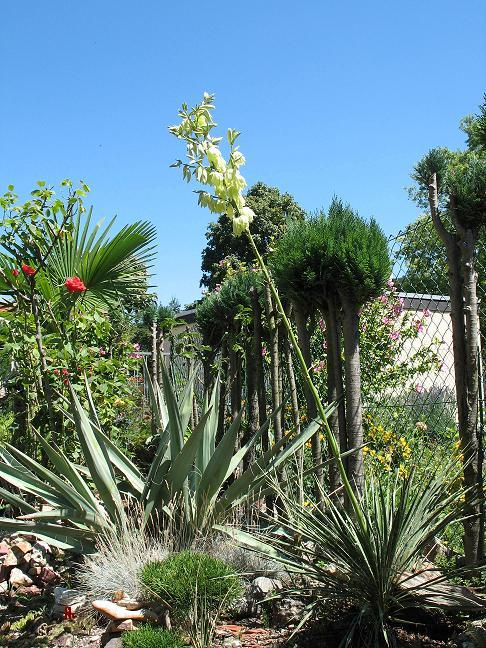